# Castets et Castillon
Castets et Castillon é uma comuna francesa na região administrativa da Nova Aquitânia, no departamento da Gironda. Estende-se por uma área de 13.16 km². Em 2010 a comuna tinha 1 477 habitantes (densidade: 112,2 hab./km²).
Foi criada em 1 de janeiro de 2017, a partir da fusão das antigas comunas de Castets-en-Dorthe (sede da comuna) e Castillon-de-Castets.